# Ewa Agopsowicz-Kula
Ewa Agopsowicz-Kula (ur. w roku 1954 w Kłodzku, zm. 13 października 2016 w Częstochowie) – polska aktorka, głównie teatralna, także filmowa, telewizyjna i radiowa. Nagrodzona za rolę tytułową w przedstawieniu Pchła Szachrajka Jana Brzechwy w częstochowskim teatrze (na IV Ogólnopolskim Festiwalu Spektakli Dziecięcych i Młodzieżowych w Wałbrzychu, 1985).

## Życiorys
Była absolwentką PWST w Krakowie (1979), następnie zdała w Warszawie eksternistyczny egzamin dla aktorów dramatu (1982).
Była żoną aktora Michała Kuli.

## Teatr
Karierę teatralną rozpoczęła w roku 1979 w Teatrze im. Wandy Siemaszkowej w Rzeszowie, w roku 1982 przeniosła się do opolskiego Teatru im. Jana Kochanowskiego. W roku 1984 związała się z Teatrem im. Adama Mickiewicza w Częstochowie, gdzie pracowała do roku 1991. Potem krótko (do 1994) występowała ponownie w Teatrze im. Kochanowskiego w Opolu. W roku 1994 powróciła do częstochowskiego Teatru im. Mickiewicza.
Występowała w różnorodnym repertuarze, zarówno w spektaklach dla dorosłych, jak i dla dzieci, także w przedstawieniach muzycznych i musicalach.

### Role teatralne (wybór)
- 1979 – Ich czworo (aut. Gabriela Zapolska) jako Dziecko (reż. Matylda Krygier)
- 1980 – Pastorałka (aut. Leon Schiller) jako Anioł (reż. Leszek Czarnota)
- 1981 – Iwona, księżniczka Burgunda jako Iwona (reż. Bogdan Augustyniak
- 1981 – Przedstawienie "Hamleta" we wsi Głucha Dolna (aut. Ivo Brešan) jako Andzia (Ofelia) (reż. Jan Sycz)
- 1981 – Żołnierz i królewna jako Królewna (reż. Wojciech Zeidler)
- 1982 – Most (aut. Jerzy Szaniawski) jako Marysia (reż. B. Augustyniak, także Teatr Telewizji)
- 1982 – Kopciuch (aut. Janusz Głowacki) jako Córka I (reż. W. Zeidler)
- 1983 – Szewcy (aut. Witkacy) jako Strażniczka (reż. W. Zeidler)
- 1983 – Krakowiacy i Górale (aut. Wojciech Bogusławski) jako Basia (reż. Jan Skotnicki)
- 1984 – Powrót posła (aut. Julian Ursyn Niemcewicz) jako Agatka (reż. W. Zeidler)
- 1984 – Zemsta (aut. Aleksander Fredro) jako Klara (reż. Bogdan Michalik)
- 1984 – Pchła Szachrajka (aut. J. Brzechwa) jako Pchła Szachrajka (reż. Waldemar Kotas)
- 1985 – Opera za 3 grosze (aut. Bertolt Brecht) jako Lucy Brown (reż. B. Michalik)
- 1985 – Przyjaciel wesołego diabła (aut. Kornel Makuszyński) jako Księżniczka (reż. Zbigniew Bebak)
- 1985 – Zmierzch (aut. Izaak Babel) jako Marusia Chołodenko (reż. B. Michalik)
- 1985 – Kwiaty polskie (aut. Julian Tuwim) jako Andzia (reż. Roman Kordziński)
- 1987 – Bal manekinów (aut. Bruno Jasieński) jako Manekin damski (reż. B. Michalik)
- 1987 – Wesołe kumoszki z Windsoru (aut. William Szekspir) jako Głuptas (reż. R. Kordziński)
- 1987 – Białe małżeństwo (aut. Tadeusz Różewicz) jako Mama (reż. Jan Różewicz)
- 1992 – Arlekinada (aut. Terence Rattigan) jako Joyce Langland (reż. Agnieszka Glińska)
- 1995 – Alekino. Najlepsze polskie szlagiery filmowe (reż. Dorota Furman)
- 1995 – Balladyna (aut. Juliusz Słowacki) jako Grafini (reż. Adam Hanuszkiewicz)
- 1995 – Łysa śpiewaczka (aut. Eugène Ionesco) jako Mrs Smith (reż. Henryk Talar)
- 1997 – Kopciuszek (aut. Irena Prusicka) jako Macocha (reż. Karol Stępkowski)
- 1998 – Mayday (aut. Ray Cooney) jako Mary Smith (reż. Wojciech Pokora)
- 1998 – Pan Tadeusz (aut. Adam Mickiewicz) jako Kobieta (reż. A. Hanuszkiewicz)
- 1999 – Wesele (aut. Stanisław Wyspiański) jako Czepcowa (reż. A. Hanuszkiewicz)
- 2000 – Szczęściarz (aut. Michael Cooney) jako Pani Cowper (reż. Jerzy Bończak)
- 2001 – Czarna komedia (aut. Peter Shaffer) jako Panna Furnival (reż. Marcin Sławiński)
- 2002 – Szelmostwa Lisa Witalisa (aut. J. Brzechwa; reż. Michał Kula)
- 2003 – Dwie morgi utrapienia (aut. Marek Rębacz) jako Córka (reż. Jan Kobuszewski)
- 2003 – Brzydkie kaczątko (raut. Antonina Gal) jako Arystokratka, Koszka (reż. Bogdan Ciosek)
- 2007 – Kram z piosenkami (aut. L. Schiller) (reż. Laco Adamík)
- 2007 – Jaś i Małgosia (aut. Bracia Grimm) jako Wiewiórka Mama (reż. Robert Dorosławski)
- 2008 – Jeszcze jeden do puli?! (aut. Ray Cooney, Tony Hilton) jako Winnie (reż. Jerzy Bończak)
- 2009 – Koziołek Matołek (aut. K. Makuszyński; reż. Czesław Sieńko)
- 2009 – Czerwony Kapturek (aut. J. Brzechwa) jako Jeżyk (reż. Waldemar Wolański)

## Filmografia
- 1982 – Popielec
- 1997 – Darmozjad polski jako Matka